# Báron László
Báron László (Kecskemét, 1931. április 22. – Kecskemét, 2011. december 8.) grafikus és zománcművész, festő, bábművész, pedagógus.

## Pályafutása
1971-ben végzett az egri Tanárképző Főiskola rajz szakán, előtte a Remsey családnál Gödöllőn, majd Mátics Kálmán tanította. Az UNIMA (bábművészek világszervezete), valamint a Bács-Kiskun megyei Műhely Művészeti Egyesület tagja volt.  Kecskemét művészetének lelkes fellendítője, 1962-ben létrehozta a Művész Klubot, ahol többek között Kassák Lajos is kiállított. A Ciróka Bábegyüttes alapítója, sokáig művészeti vezetője. A bábkészítés, a bábjátszás és rendezés volt a fő szenvedélye. Elsők között alkalmazott a színpadon együttesen színészeket és bábokat.
Főbb díjai: 1966-ban a pécsi Nemzetközi Bábfesztivál nagydíját, 1979-ben a műfaj legnagyobb elismerését, a Blattner-díjat, 1982-ben a franciaországi Mayet de Montagne-bábfesztivál művészeti nagydíját vehette át Pécsett. 
Művei közgyűjteményekben: Nemzetközi Zománcművészeti Alkotóműhely gyűjteménye; Kecskeméti Képtár.

## Kiállítások

### Egyéni
- Kisgaléria, Pécs, 1985
- Ráday Múzeum, Kecskemét, 1993

### Csoportos
- 1970-től: Bács-Kiskun megyei Téli Tárlatok
- 1978-tól: Nemzetközi Zománcművészeti Alkotóműhely hazai és nemzetközi tárlatai
- 1998: Kortárs magyar zománcművészet, Kecskeméti Képtár